# Ellen Price

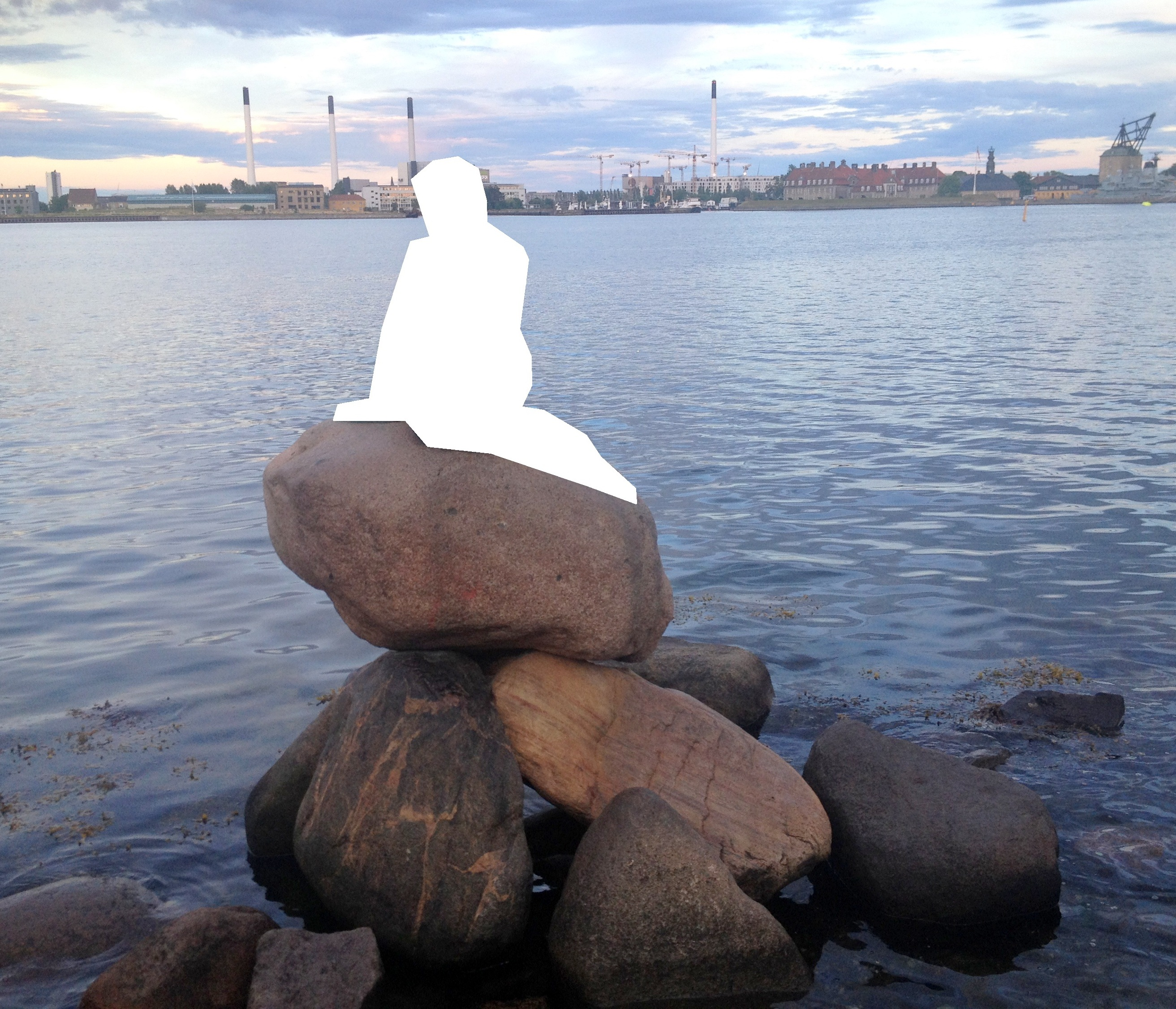
Les fotografies de l'estàtua de la Sireneta no es poden difondre per la política danesa restrictiva pel que fa a la captura d'imatges a l'espai públic.

Ellen Juliette Collin Price de Plane (21 de juny de 1878, Snekkersten - 4 de març de 1968, municipi de Brøndby), coneguda com a Ellen Price, va ser una ballarina i actriu danesa, i model per a l'estàtua de La Sireneta a Copenhaguen.
Price va néixer en una coneguda família d'artistes: el seu pare, Andreas Nicolai Carl Price (1839–1909), i la seva mare, Helga Collin (1841–1918), eren ballarins de ballet al Teatre Reial Danès. La cosina del seu pare, Juliette Price (1831–1906), va ser primera ballarina danesa i diversos altres parents de Price eren actors i músics.
Entre 1889 i 1895, Price es va formar a l'escola del Ballet Reial Danès i es va incorporar al teatre del Ballet Reial Danès; va debutar el 28 de maig de 1895 amb un pas de trois al ballet La Ventana, escrit pel compositor Hans Christian Lumbye i coreografiat per August Bournonville. El 1903, va esdevenir primera ballarina del Ballet Reial Danès. Entre els seus papers va interpretar La Sílfide, La Ventafocs i La Sireneta.
El paper de la Sireneta li va donar la glòria més inesperada. El ballet La Sireneta, basat en el conte de fades de Hans Christian Andersen i musicat per Fini Henriques, va ser posat en escena pel coreògraf Hans Beck (1861–1952) el 1909 amb el Ballet Reial Danès. Entre els espectadors del ballet hi havia el cerveser i col·leccionista d'art danès Carl Jacobsen. El ballet li va deixar una impressió tan forta que va encarregar a l'escultor Edvard Eriksen que creés una estàtua amb ella de la Sireneta. Tot i que Price va acceptar ser la model de l'estàtua, es va negar a posar nua i la seva imatge només es va utilitzar per al cap de l'estàtua. Per al cos de l'estàtua, Eriksen va fer servir la seva dona, Eline Eriksen, com a model. L'estàtua de bronze que va crear Eriksen va ser inaugurada el 23 d'agost de 1913 i Jacobsen la va regalar a la ciutat. L'estàtua de la Sireneta s'ha convertit des de llavors en un símbol de Copenhaguen.
Price va treballar al Ballet Reial Danès fins al 1913. Després, va seguir una carrera com a actriu dramàtica. Va treballar al teatre dramàtic de la ciutat d'Aarhus i va actuar en dues pel·lícules mudes. Va morir el 4 de març de 1968 al municipi de Brøndby; va ser enterrada a la petita ciutat de Gudhjem, a l'illa danesa de Bornholm, al sud-oest del mar Bàltic.